# Lillestrøm Sportsklubb 2018
Questa voce raccoglie le informazioni riguardanti il Lillestrøm Sportsklubb nelle competizioni ufficiali della stagione 2018.

## Stagione
A seguito del 12º posto arrivato nel campionato 2017 ed alla conseguente salvezza, nella stagione 2018 il Lillestrøm avrebbe partecipato al Mesterfinalen, all'Eliteserien, al Norgesmesterskapet e all'Europa League, in virtù della vittoria finale nell'edizione precedente della coppa nazionale. Il 19 dicembre 2017 sono stati compilati i calendari per il campionato: alla 1ª giornata, il Lillestrøm avrebbe fatto visita al Bodø/Glimt all'Aspmyra Stadion.
La sfida per assegnare il Mesterfinalen era inizialmente prevista per il 5 marzo, per essere poi posticipata al 26 aprile a causa del forte freddo norvegese, che avrebbe rischiato di rovinare il manto da gioco nel caso in cui la partita fosse stata disputata. Il trofeo è andato al Rosenborg, che ha vinto l'incontro col punteggio di 1-0.
Il 26 giugno, Arne Erlandsen è stato sollevato dall'incarico di allenatore del Lillestrøm. Il 13 luglio successivo, Jörgen Lennartsson è stato scelto al suo posto.

## Rosa
| N. |                        | Ruolo | Calciatore          |
| -- | ---------------------- | ----- | ------------------- |
| 1  | Croazia (bandiera)     | P     | Marko Marić         |
| 2  | Norvegia (bandiera)    | D     | Mats Haakenstad     |
| 3  | Norvegia (bandiera)    | D     | Simen Kind Mikalsen |
| 4  | Norvegia (bandiera)    | D     | Marius Amundsen     |
| 5  | Norvegia (bandiera)    | C     | Simen Rafn          |
| 6  | Nigeria (bandiera)     | C     | Ifeanyi Mathew      |
| 7  | Nigeria (bandiera)     | C     | Moses Ebiye         |
| 8  | Nigeria (bandiera)     | C     | Charles Ezeh        |
| 9  | Inghilterra (bandiera) | A     | Gary Martin         |
| 10 | Norvegia (bandiera)    | A     | Thomas Lehne Olsen  |
| 11 | Norvegia (bandiera)    | A     | Erling Knudtzon     |
| 12 | Nigeria (bandiera)     | A     | Raphael Ayagwa      |
| 13 | Norvegia (bandiera)    | D     | Frode Kippe         |

| N. |                        | Ruolo | Calciatore                |
| -- | ---------------------- | ----- | ------------------------- |
| 14 | Norvegia (bandiera)    | C     | Fredrik Krogstad          |
| 15 | Norvegia (bandiera)    | C     | Erik Næsbak Brenden       |
| 16 | Norvegia (bandiera)    | A     | Tobias Gran               |
| 17 | Norvegia (bandiera)    | C     | Kristoffer Ødemarksbakken |
| 19 | Gambia (bandiera)      | C     | Sheriff Sinyan            |
| 22 | Stati Uniti (bandiera) | D     | Stefan Antonijevic        |
| 23 | Danimarca (bandiera)   | C     | Daniel Pedersen           |
| 24 | Norvegia (bandiera)    | D     | Erik Sandberg             |
| 25 | Estonia (bandiera)     | P     | Matvei Igonen             |
| 26 | Norvegia (bandiera)    | D     | Lars Ranger               |
| 33 | Norvegia (bandiera)    | C     | Aleksander Melgalvis      |
| 88 | Islanda (bandiera)     | A     | Arnór Smárason            |

## Calciomercato

### Sessione invernale(dal 01/01 al 31/03)
| Arrivi           | Arrivi                    | Arrivi      | Arrivi        |
| R.               | Nome                      | da          | Modalità      |
| ---------------- | ------------------------- | ----------- | ------------- |
| P                | Matvei Igonen             |             | svincolato    |
| P                | Marko Marić               | Hoffenheim  | prestito      |
| D                | Martin Falkeborn          | Frej        | fine prestito |
| C                | Kristoffer Ødemarksbakken |             | svincolato    |
| A                | Thomas Lehne Olsen        | Tromsø      | definitivo    |
| A                | Gary Martin               |             | svincolato    |
| Altre operazioni |                           |             |               |
| R.               | Nome                      | da          | Modalità      |
| P                | Emil Ødegaard             | Levanger    | fine prestito |
| C                | Jørgen Kolstad            | Kongsvinger | fine prestito |
| A                | Petter Mathias Olsen      | Strømmen    | fine prestito |

| Partenze         | Partenze             | Partenze        | Partenze      |
| R.               | Nome                 | a               | Modalità      |
| ---------------- | -------------------- | --------------- | ------------- |
| P                | Emil Ødegaard        | Grorud          | prestito      |
| P                | Arnold Origi Otieno  |                 | svincolato    |
| C                | Jørgen Kolstad       | Kongsvinger     | definitivo    |
| C                | Henrik Kristiansen   | Ullensaker/Kisa | definitivo    |
| A                | Petter Mathias Olsen | Strømmen        | prestito      |
| A                | Marco Tagbajumi      | Strømsgodset    | fine prestito |
| A                | Chigozie Udoji       |                 | svincolato    |
| Altre operazioni |                      |                 |               |
| R.               | Nome                 | da              | Modalità      |
| P                | Marko Marić          | Hoffenheim      | fine prestito |

### Sessione estiva(dal 19/07 al 15/08)
| Arrivi | Arrivi          | Arrivi      | Arrivi     |
| R.     | Nome            | da          | Modalità   |
| ------ | --------------- | ----------- | ---------- |
| C      | Daniel Pedersen |             | svincolato |
| A      | Raphael Ayagwa  | Plateau Utd | definitivo |
| A      | Arnór Smárason  | Hammarby    | definitivo |

| Partenze | Partenze     | Partenze | Partenze |
| R.       | Nome         | a        | Modalità |
| -------- | ------------ | -------- | -------- |
| C        | Moses Ebiye  | Strømmen | prestito |
| C        | Charles Ezeh | Strømmen | prestito |
| A        | Tobias Gran  | HamKam   | prestito |

## Risultati

### Mesterfinalen
| Arbitro: | Hagen (Grue) |

|  |           |              |
|  | Marcatori | 52’ Bendtner |

### Eliteserien

#### Girone di andata
| Arbitro: | Hagenes (Flaktveit) |

|                         |           |                 |
| Opseth 22’, 87’ Moe 81’ | Marcatori | 46’ Lehne Olsen |

| Arbitro: | Saggi (Drammen) |

|                                  |           |                       |
| Ødemarksbakken 15’ Melgalvis 72’ | Marcatori | 27’ Tamm 54’ Schwartz |

| Arbitro: | Kjensli (Oslo) |

|                                       |           |              |
| Semb Aasmundsen 51’ Øwre Gjertsen 65’ | Marcatori | 20’ Knudtzon |

| Arbitro: | Hafsås (Trondheim) |

|                 |           |  |
| Lehne Olsen 32’ | Marcatori |  |

| Arbitro: | Moen (Haugesund) |

|                                   |           |              |
| Braut Håland 41’ (rig.) Wadji 90’ | Marcatori | 25’ Krogstad |

| Arbitro: | Saggi (Drammen) |

|  |           |                 |
|  | Marcatori | 62’ Reginiussen |

| Arbitro: | Steen (Bergen) |

|                                     |           |                       |
| Brynhildsen 40’, 58’ Omoijuanfo 50’ | Marcatori | 22’ Mathew 66’ Martin |

| Arbitro: | Hagenes (Flaktveit) |

|            |           |  |
| Mathew 13’ | Marcatori |  |

| Arbitro: | Kjensli (Oslo) |

|              |           |                            |
| Ødegaard 45’ | Marcatori | 22’ Martin 26’ Lehne Olsen |

| Arbitro: | Hobber Nilsen (Oslo) |

|                                        |           |  |
| Bendtner 13’ Helland 61’ Søderlund 75’ | Marcatori |  |

### Norgesmesterskapet
| Arbitro: | Bodding |

|  |           |                                               |
|  | Marcatori | 19’ Næsbak Brenden 29’ Lehne Olsen 76’ Mathew |

| Arbitro: | Medic |

|         |           |                                                                                       |
| Alba 8’ | Marcatori | 19’ (aut.) Skjelle Paulsen 51’ Sandberg 74’ Melgalvis 76’ Krogstad 87’ Næsbak Brenden |

| Arbitro: | Sinnes |

|          |           |                                       |
| Gaye 54’ | Marcatori | 19’ Martin 25’ Lehne Olsen 90’ Mathew |

## Statistiche

### Statistiche di squadra
| Competizione       | Punti | In casa | In casa | In casa | In casa | In casa | In casa | In trasferta | In trasferta | In trasferta | In trasferta | In trasferta | In trasferta | Totale | Totale | Totale | Totale | Totale | Totale | DR |
| Competizione       | Punti | G       | V       | N       | P       | Gf      | Gs      | G            | V            | N            | P            | Gf           | Gs           | G      | V      | N      | P      | Gf     | Gs     | DR |
| ------------------ | ----- | ------- | ------- | ------- | ------- | ------- | ------- | ------------ | ------------ | ------------ | ------------ | ------------ | ------------ | ------ | ------ | ------ | ------ | ------ | ------ | -- |
| Mesterfinalen      | 0     | 0       | 0       | 0       | 0       | 0       | 0       | 0            | 0            | 0            | 0            | 0            | 0            | 0      | 0      | 0      | 0      | 0      | 0      | 0  |
| Eliteserien        | 0     | 0       | 0       | 0       | 0       | 0       | 0       | 0            | 0            | 0            | 0            | 0            | 0            | 0      | 0      | 0      | 0      | 0      | 0      | 0  |
| Norgesmesterskapet | -     | 0       | 0       | 0       | 0       | 0       | 0       | 0            | 0            | 0            | 0            | 0            | 0            | 0      | 0      | 0      | 0      | 0      | 0      | 0  |
| Europa League      | -     | 0       | 0       | 0       | 0       | 0       | 0       | 0            | 0            | 0            | 0            | 0            | 0            | 0      | 0      | 0      | 0      | 0      | 0      | 0  |
| Totale             | -     | 0       | 0       | 0       | 0       | 0       | 0       | 0            | 0            | 0            | 0            | 0            | 0            | 0      | 0      | 0      | 0      | 0      | 0      | 0  |

### Andamento in campionato
| Giornata  | 1  | 2  | 3  | 4  | 5  | 6  | 7  | 8  | 9  | 10 | 11 | 12 | 13 | 14 | 15 | 16 | 17 | 18 | 19 | 20 | 21 | 22 | 23 | 24 | 25 | 26 | 27 | 28 | 29 | 30 |
| --------- | -- | -- | -- | -- | -- | -- | -- | -- | -- | -- | -- | -- | -- | -- | -- | -- | -- | -- | -- | -- | -- | -- | -- | -- | -- | -- | -- | -- | -- | -- |
| Luogo     | T  | C  | T  | C  | T  | C  | T  | C  | T  | T  | C  | T  | C  | T  | C  | T  | C  | T  | C  | T  | C  | T  | C  | C  | T  | C  | T  | C  | T  | C  |
| Risultato | P  | N  | P  | V  | P  | P  | P  | V  | V  | P  |    |    |    |    |    |    |    |    |    |    |    |    |    |    |    |    |    |    |    |    |
| Posizione | 13 | 14 | 16 | 13 | 13 | 13 | 15 | 12 | 11 | 11 |    |    |    |    |    |    |    |    |    |    |    |    |    |    |    |    |    |    |    |    |

Fonte:  Eliteserien 2018, su altomfotball.no, Altomfotball.
Legenda:

Luogo: C = Casa; T = Trasferta. Risultato: V = Vittoria; N = Pareggio; P = Sconfitta.

### Statistiche dei giocatori
| Giocatore         | Eliteserien | Eliteserien | Eliteserien | Eliteserien | Norgesmesterskapet | Norgesmesterskapet | Norgesmesterskapet | Norgesmesterskapet | Europa League | Europa League | Europa League | Europa League | Mesterfinalen | Mesterfinalen | Mesterfinalen | Mesterfinalen | Totale   | Totale | Totale      | Totale     |
| Giocatore         | Presenze    | Reti        | Ammonizioni | Espulsioni  | Presenze           | Reti               | Ammonizioni        | Espulsioni         | Presenze      | Reti          | Ammonizioni   | Espulsioni    | Presenze      | Reti          | Ammonizioni   | Espulsioni    | Presenze | Reti   | Ammonizioni | Espulsioni |
| ----------------- | ----------- | ----------- | ----------- | ----------- | ------------------ | ------------------ | ------------------ | ------------------ | ------------- | ------------- | ------------- | ------------- | ------------- | ------------- | ------------- | ------------- | -------- | ------ | ----------- | ---------- |
| M. Amundsen       | 0           | 0           | 0           | 0           | 0                  | 0                  | 0                  | 0                  | 0             | 0             | 0             | 0             |               |               |               |               | 0        | 0      | 0           | 0          |
| S. Antonijevic    | 0           | 0           | 0           | 0           | 0                  | 0                  | 0                  | 0                  | 0             | 0             | 0             | 0             |               |               |               |               | 0        | 0      | 0           | 0          |
| R. Ayagwa         | 0           | 0           | 0           | 0           | -                  | -                  | -                  | -                  | -             | -             | -             | -             |               |               |               |               | 0        | 0      | 0           | 0          |
| M. Ebiye          | 0           | 0           | 0           | 0           | 0                  | 0                  | 0                  | 0                  | 0             | 0             | 0             | 0             |               |               |               |               | 0        | 0      | 0           | 0          |
| C. Ezeh           | 0           | 0           | 0           | 0           | 0                  | 0                  | 0                  | 0                  | 0             | 0             | 0             | 0             |               |               |               |               | 0        | 0      | 0           | 0          |
| T. Gran           | 0           | 0           | 0           | 0           | 0                  | 0                  | 0                  | 0                  | 0             | 0             | 0             | 0             |               |               |               |               | 0        | 0      | 0           | 0          |
| M. Haakenstad     | 0           | 0           | 0           | 0           | 0                  | 0                  | 0                  | 0                  | 0             | 0             | 0             | 0             |               |               |               |               | 0        | 0      | 0           | 0          |
| M. Igonen         | 0           | -0          | 0           | 0           | 0                  | -0                 | 0                  | 0                  | 0             | -0            | 0             | 0             |               |               |               |               | 0        | 0      | 0           | 0          |
| S. Kind Mikalsen  | 0           | 0           | 0           | 0           | 0                  | 0                  | 0                  | 0                  | 0             | 0             | 0             | 0             |               |               |               |               | 0        | 0      | 0           | 0          |
| F. Kippe          | 0           | 0           | 0           | 0           | 0                  | 0                  | 0                  | 0                  | 0             | 0             | 0             | 0             |               |               |               |               | 0        | 0      | 0           | 0          |
| E. Knudtzon       | 0           | 0           | 0           | 0           | 0                  | 0                  | 0                  | 0                  | 0             | 0             | 0             | 0             |               |               |               |               | 0        | 0      | 0           | 0          |
| F. Krogstad       | 0           | 0           | 0           | 0           | 0                  | 0                  | 0                  | 0                  | 0             | 0             | 0             | 0             |               |               |               |               | 0        | 0      | 0           | 0          |
| T. Lehne Olsen    | 0           | 0           | 0           | 0           | 0                  | 0                  | 0                  | 0                  | 0             | 0             | 0             | 0             |               |               |               |               | 0        | 0      | 0           | 0          |
| M. Marić          | 0           | -0          | 0           | 0           | 0                  | -0                 | 0                  | 0                  | 0             | -0            | 0             | 0             |               |               |               |               | 0        | 0      | 0           | 0          |
| G. Martin         | 0           | 0           | 0           | 0           | 0                  | 0                  | 0                  | 0                  | 0             | 0             | 0             | 0             |               |               |               |               | 0        | 0      | 0           | 0          |
| I. Mathew         | 0           | 0           | 0           | 0           | 0                  | 0                  | 0                  | 0                  | 0             | 0             | 0             | 0             |               |               |               |               | 0        | 0      | 0           | 0          |
| A. Melgalvis      | 0           | 0           | 0           | 0           | 0                  | 0                  | 0                  | 0                  | 0             | 0             | 0             | 0             |               |               |               |               | 0        | 0      | 0           | 0          |
| E. Næsbak Brenden | 0           | 0           | 0           | 0           | 0                  | 0                  | 0                  | 0                  | 0             | 0             | 0             | 0             |               |               |               |               | 0        | 0      | 0           | 0          |
| K. Ødemarksbakken | 0           | 0           | 0           | 0           | 0                  | 0                  | 0                  | 0                  | 0             | 0             | 0             | 0             |               |               |               |               | 0        | 0      | 0           | 0          |
| D. Pedersen       | 0           | 0           | 0           | 0           | -                  | -                  | -                  | -                  | -             | -             | -             | -             |               |               |               |               | 0        | 0      | 0           | 0          |
| S. Rafn           | 0           | 0           | 0           | 0           | 0                  | 0                  | 0                  | 0                  | 0             | 0             | 0             | 0             |               |               |               |               | 0        | 0      | 0           | 0          |
| L. Ranger         | 0           | 0           | 0           | 0           | 0                  | 0                  | 0                  | 0                  | 0             | 0             | 0             | 0             |               |               |               |               | 0        | 0      | 0           | 0          |
| E. Sandberg       | 0           | 0           | 0           | 0           | 0                  | 0                  | 0                  | 0                  | 0             | 0             | 0             | 0             |               |               |               |               | 0        | 0      | 0           | 0          |
| S. Sinyan         | 0           | 0           | 0           | 0           | 0                  | 0                  | 0                  | 0                  | 0             | 0             | 0             | 0             |               |               |               |               | 0        | 0      | 0           | 0          |
| A. Smárason       | 0           | 0           | 0           | 0           | -                  | -                  | -                  | -                  | 0             | 0             | 0             | 0             |               |               |               |               | 0        | 0      | 0           | 0          |